# Radula visianica
Radula visianica ist eine Lebermoosart, die in Norditalien und Österreich endemisch ist.

## Beschreibung
Radula visianica ist eine kleine beblätterte Art, die Ähnlichkeiten mit Radula complanata aufweist. Bei Radula visianica ist der Unterlappen ein Drittel so groß wie der Oberlappen. Die Oberseite ist mehr oder weniger zugespitzt. Die Pflanze ist zweihäusig. Sporophyten sind nicht bekannt.

## Vorkommen und Lebensraum
Radula visianica wurde früher nur an zwei Orten in Norditalien gefunden. Der erste waren die Euganeischen Hügel bei Torreglia in der Provinz Padua, der zweite bei Fiera di Primiero im Val Cismon in den Tridentinischen Alpen. Hier wurde Radula visianica 1938 zuletzt gesammelt. Nachdem 2001 intensive Suche durch den Bryologen René Schumacker erfolglos verlaufen war, gelang im Jahr 2014 die Wiederentdeckung. Sie wuchs auf dem Boden oder an der Basis von Bäumen.
Auch in Österreich konnte die Art 2016 an einigen Stellen in den Süd- und Nordostalpen entdeckt werden, wo sie über Moosen auf feuchtem, absonnigem Dolomitfels wächst. Häufige Begleitmoose sind hier unter anderen Barbula crocea, Orthothecium rufescens oder Tortella tortuosa.